# Jumâda II
Jumâda II eller Jumâda al-akhira (den sidste Jumâda) eller Jumâda ath-thani (den anden Jumâda) er den islamiske kalenders sjette måned. 
Den islamiske kalender følger månen og derfor flytter muharram sig 11-12 dage hvert år i forhold til den gregorianske kalender. Måneder starter, når en rettroende muslim iagttager nymånen på himlen, og derfor kan det ikke præcis siges, hvornår en måned vil starte.

## Eksterne links
- Islamic-Western Calendar Converter (Omregn dage til/fra den islamiske kalender)